# Старая Селя
Старая Селя — село в Никольском районе Пензенской области России. Входит в состав Ахматовского сельсовета.

## География
Село находится в северо-восточной части Пензенской области, в подзоне северной лесостепи, в пределах западного склона Приволжской возвышенности, на расстоянии примерно 11 километров (по прямой) к востоку от города Никольска, административного центра района. Абсолютная высота — 236 метров над уровнем моря.

### Климат
Климат характеризуется как умеренно континентальный, с холодной зимой и умеренно жарким летом. Средняя температура воздуха самого холодного месяца (января) составляет −13,3 °C (абсолютный минимум — −34 °C); самого тёплого месяца (июля) — 19,2 °C (абсолютный максимум — 39 °С). Безморозный период длится 126 дней. Годовое количество атмосферных осадков — 527 мм, из которых большая часть выпадает в период с апреля по октябрь. Устойчивый снежный покров образуется в конце ноября и держится в среднем 149 дней.

## Население
| 1709  | 1748  | 1864 | 1877  | 1897  | 1912  | 1926  |
| ----- | ----- | ---- | ----- | ----- | ----- | ----- |
| 234   | ↗248  | ↗950 | ↗1126 | ↗1253 | ↗1742 | ↘1515 |
| 1930  | 1939  | 1959 | 1979  | 1989  | 2002  | 2010  |
| ↗1603 | ↘1064 | ↘746 | ↘513  | ↘292  | ↘250  | ↘158  |

### Национальный состав
Согласно результатам переписи 2002 года, в национальной структуре населения мордва составляла 65 % из 250 чел., русские — 33 %.